# Louis-François Lejeune
Louis-François, barón de Lejeune (3 de febrero de 1775 - 29 de febrero de 1848) fue un general, pintor y litógrafo francés, veterano de las guerras napoleónicas.

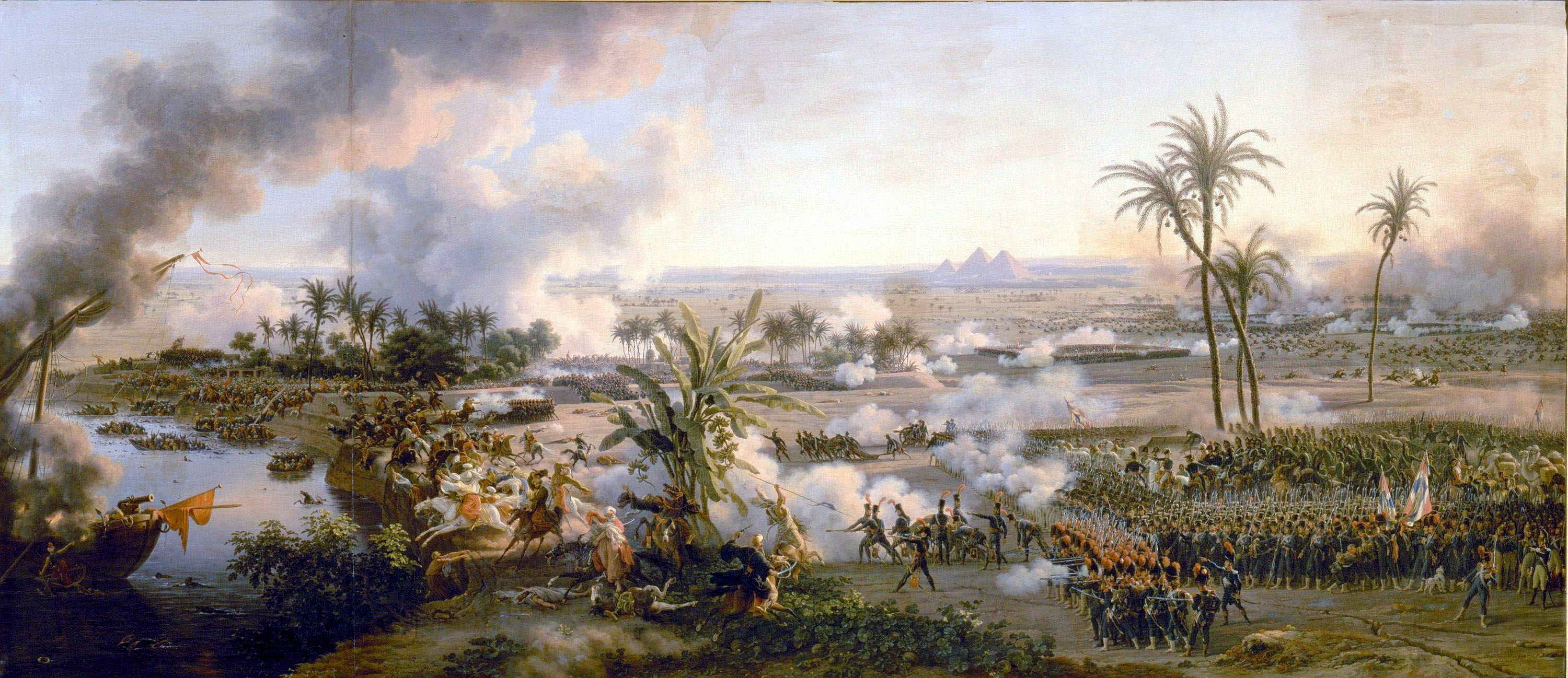
La batalla de las Pirámides, 1808.

Nacido en Versalles, fue asistente de campo del General Berthier y tomó parte en numerosas campañas de Napoleón Bonaparte, que convirtió en motivos de su obra. La fama de la que disfrutó se debe a la veracidad y vigor de su obra, generalmente ejecutada desde esbozos hechos en el mismo campo de batalla. Sus pinturas bélicas expuestas en el Salón Egipcio de Londres tuvieron que ser protegidas de las multitudes ansiosas de verlas.
En 1808-1810 participó en la guerra en España, tomando parte del sitio de Zaragoza, donde expolió numerosas obras de arte.
Entre sus obras se encuentran La entrada de Carlos X en París el 6 de junio de 1825, en Versalles, Episodio de la Guerra Prusiana, octubre de 1807 en el Museo Douai, Marengo (1801); Lodi, Thabor, Aboukir (1804), Las Pirámides (1806)"; "Paso del Rin en 1795 (1824) y Moskawa (??).
La campaña alemana de 1806 le trajo a Múnich, donde visitó el taller de Aloys Senefelder, inventor de la litografía. Lejeune se quedó tan fascinado por las posibilidades de este nuevo método que hizo una de sus mayores obras en ella, su famoso Cosaco (impreso por C. y ~f Senefelder, 1806) Mientras tomaba su cena con los caballos esperando para su vuelta a París, cien copias fueron impresas, incluyendo una que se envió a Napoleón. De entonces en adelante fue uno de los introductores y defensores de la litografía en Francia. Muchas de sus pinturas serían finalmente grabadas por Coiny y Bovinet.